# Bethel (Maine)
Bethel város az USA Maine államában, Oxford megyében. Lakosainak száma 2504 fő (2020. április 1.).

## Népesség
A település népességének változása:

| 2010 | 2 607 |
| 2020 | 2 504 |